# Сибіряков Олександр Іліодорович
Олекса́ндр Іліодо́рович Сибіряко́в (28 травня 1863, Київ — 26 жовтня 1936, Сараєво) — оперний співак (тенор), антрепренер і театральний діяч.

## Біография
Народився 28 травня 1863 року в Києві в заможній родині. Його батько Іліадор Іванович Сибіряков був підприємцем та інженером з устаткування та експлуатації цукрових заводів, мав маєток та низку цукрових заводів в Київській губернії.
1886 року закінчив Київське реальне училище, де одержав диплом спеціаліста у справах комерції.
1887—1890 років навчався співу у Петербурзькій консерваторії (рік в класі Камілло Еверарді, згодом у Станіслава Габеля), а також по класу рояля у Миколи Лаврова.
Удосконалював свою вокальну майстерність в Італії. Співав у різних оперних трупах Росії.
1897—1900 й 1913—1915 років — антрепренер Одеського Міського театру (нині Одеський національний академічний театр опери та балету).
1897 року він уклав контракт з Театральною комісією, згідно з яким із вересня до листопада у Міському театрі виступала російська драма, а з листопада до Великого Посту — опера.
Вивчав найкращі оперні постановки в Петербурзі, Москві й за кордоном Російської імперії.
Запрошував в свою антрепризу на гастролі Медею Мей і Миколу Фігнера, Л. Г. Яковлєва та ін.
На свої кошти, які йому дістались в спадщину від батька, побудував в Одесі театр, названий його ім'ям (відкриття відбулось 16 жовтня 1903 року виставою за п'єсою Л. М. Толстого «Плоди просвіти»). Нині тут розміщений Одеський академічний український музично-драматичний театр імені В. Василька.
1906 і 1913 року пожежі в будівлі театру Сибірякова нанесли Олександру Іліодоровичу великі збитки, врешті він розорився і продав будівлю присяжному повіреному Стамерову. Під час пожежі 1913 року значно постраждало майно трупи М. Лівського, який орендував будівлю театру.
1918 року співав на сцені київських театрів; орендував в Одесі будівлю свого колишнього театру, де як режисер ставив драматичні постановки.
1919 року Сибіряков емігрував за кордон разом з актрисою Мансвєтовою і доньками, залишивши дружину і синів в Одесі.
Працював режисером у Національному театрі в Сараєво. Його друга дружина Лідія Василівна Мансвєтова (1893—1966) з 1926 по 1946 рік поставила в Сараєво до 50 п'єс і грала в них.
Помер 1936 року в Сараєво.

## Родина

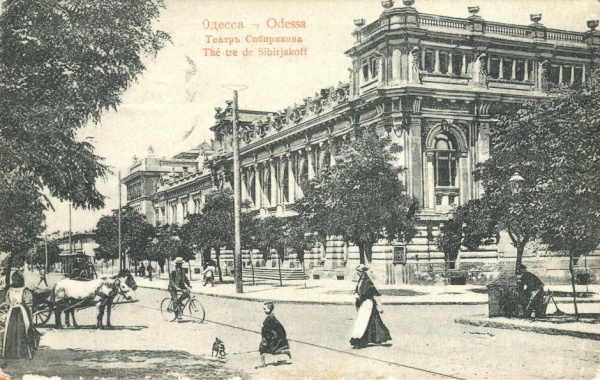
Будівля театру Сибірякова. Листівка початку ХХ століття

З дружиною Марією Іванівною мав двох синів (Олексій, Олександр) і трьох дочок (Варвара, Тетяна, Ксенія).
Син Олексій був піаністом, помер 1941 року.
В Одесі і зараз живуть його нащадки, зокрема онука Валентина Олексіївна Сибірякова.
Сред його родичів — Ганна Воробйова (1817—1901), російська оперна співачка (контральто).